# Щелкун даурский
Щелкун даурский (лат. Athous dahuricus) — вид щелкунов из подсемейства Dendrometrinae.

## Распространение
Этот вид встречается в Монголии, в северной части Китая, а на территории бывшего СССР водится в Западной и Восточной Сибири.

## Описание

### Проволочники
Проволочник достигает длины до 34 миллиметров. Назале почти квадратной формы или несколько длиннее ширины. Бугорки на килевидных боковых краях площадки каудального сегмента широкие, промежутки между ними не превышают размеров самого бугорка.

## Экология
Проволочников можно встретить под пологом леса и на пашнях. Считаются вредителями.